# Al posto tuo
Ao seu lugar (em italiano, Al posto tuo) é um filme italiano de 2016, de gênero comédia, dirigido pelo cineasta Max Croci.

## Sinopse
Luca Molteni e Rocco Fontana são diretores criativos de uma sociedade que produz artigos sanitários, onde o primeiro é um arquiteto por opção, charmoso e mulherengo que mora numa casa completamente domotizada, enquanto o outro é um arquiteto que vive em uma casa de campo, casado com Claudia e com três filhos.
Quando descobrem que as sociedades para as quais trabalham são próximas à fusão, a diretora sádica alemã propõe para eles para ganhar a única posição de gerente na nova sociedade, uma "troca de vida": por uma semana terão que trocar as próprias casas e adotar os mesmos hábitos diários do outro.